# 贝尔尼纳山

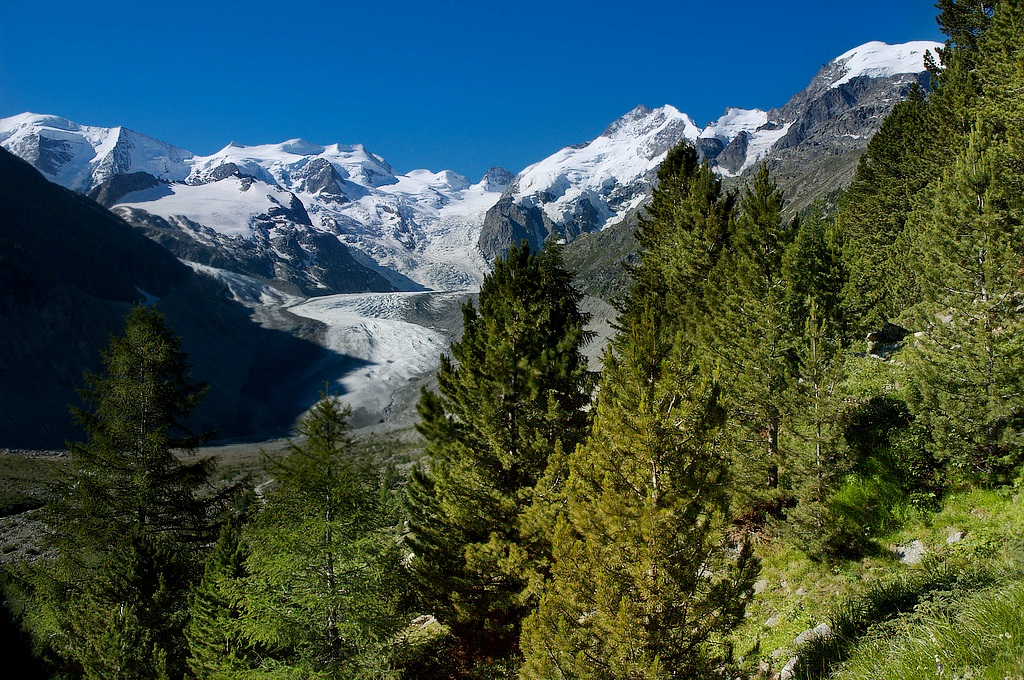

贝尔尼纳山（德語：Bernina-Alpen）是歐洲的山脈，是西雷蒂亞山脈的一部分，橫跨意大利倫巴底和瑞士格勞賓登州，最高點海拔高度4,049米。